# McMansion

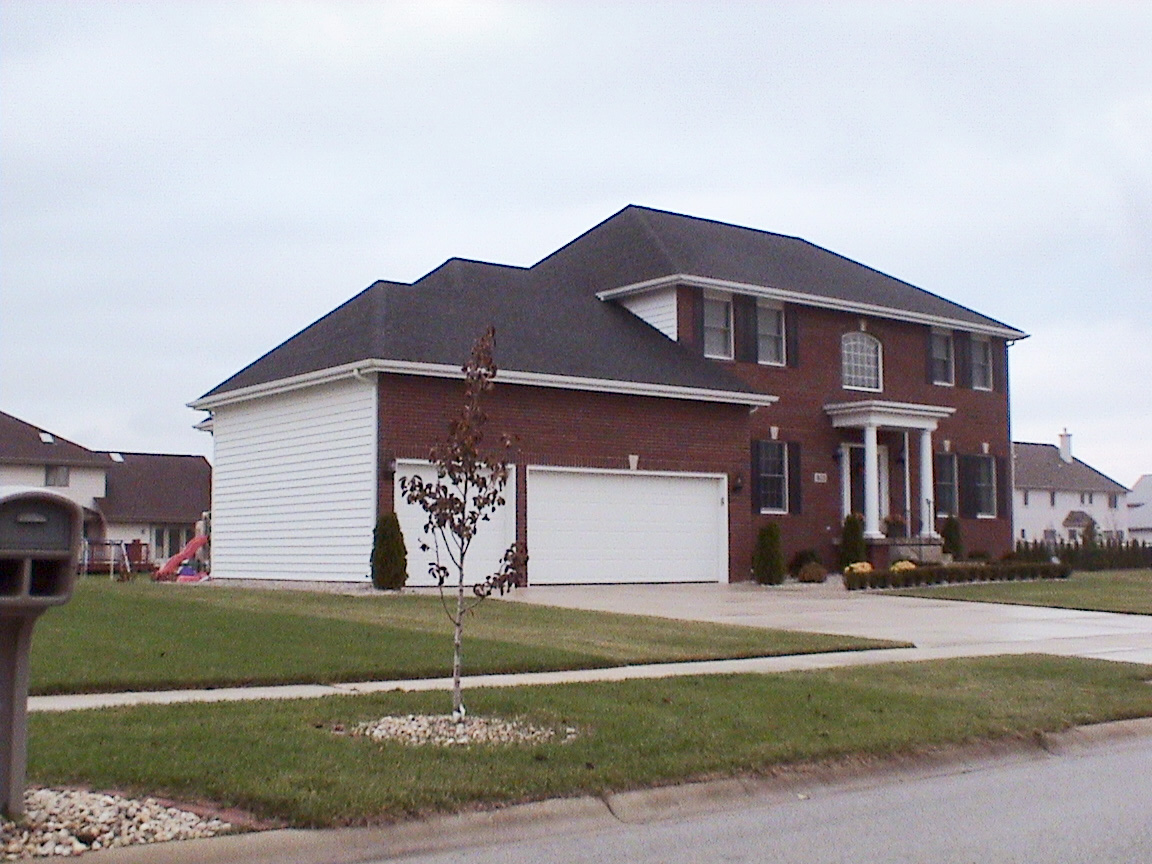
En större villa i Indiana, USA.

McMansion är i USA ett nedsättande begrepp för en stor villa av nyare modell. Namnet anknyter till McDonald's produkter, och antyder att huset är massproducerat med bristande estetiska kvaliteter, eller är mindre väl anpassat till omgivningen.